# Franklin Delano Roosevelt Jr.
Pour les autres membres de la famille, voir Famille Roosevelt.
Franklin Delano Roosevelt, Jr., né le 17 août 1914 à Campobello Island (Nouveau-Brunswick, Canada) et mort 17 août 1988 à Poughkeepsie (État de New York), est un homme politique américain.

## Biographie
Fils du président américain Franklin Delano Roosevelt et d'Eleanor Roosevelt, il suit ses études à l'université Harvard. Lors de la Seconde Guerre mondiale, il combat au sein de la Marine américaine. Il est notamment décoré pour sa participation à la bataille navale de Casablanca en 1942.
Il est membre de la Chambre des représentants pour New York de 1949 à 1955.
Il meurt le 17 août 1988, le jour de son 74e anniversaire.